# Juliet Prowse
Juliet Anne Prowse (25 tháng 9 năm 1936 - 14 tháng 9 năm 1996) là một vũ công, có bốn thập kỷ sự nghiệp bao gồm cả sân khấu, truyền hình và phim ảnh. Cô lớn lên ở Nam Phi, nơi gia đình cô di cư sau Thế chiến II.

## Đầu đời
Prowse được sinh ra ở Bombay, Ấn Độ thuộc Anh, có cha mẹ là người Nam Phi và được nuôi dưỡng ở Nam Phi. Cô bắt đầu học khiêu vũ từ năm bốn tuổi. Ở tuổi đôi mươi, cô đã nhảy múa tại một câu lạc bộ ở Paris khi cô được một đặc vụ tài năng phát hiện và cuối cùng ký hợp đồng đóng vai "Claudine" trong bộ phim Walter Lang Can-Can (1960). Cô đã bỏ lỡ một vài cơ hội để đến Hollywood vì cô đã có hợp đồng nhưng cuối cùng cô đã bỏ một chương trình ở Tây Ban Nha, nơi cô đang tham gia chuyến du lịch đến Hoa Kỳ cho bộ phim Can-Can.

## Nghề nghiệp
Đó là trong quá trình quay phim Can-Can vào năm 1959, cô đã thu hút được sự chú ý tầm quốc tế. Nhà lãnh đạo Liên Xô Nikita Khrushchev đã đến thăm trường quay của bộ phim và sau khi Prowse trình diễn một điệu nhảy can-can khá độc đáo cho nhà lãnh đạo Nga, ông tuyên bố điệu nhảy của cô là "vô đạo đức". Sự việc này đã mang lại cho Prowse sự chú ý đáng kể ở Hoa Kỳ. Từ đó, sự nghiệp của cô tăng tốc.

### Phim và truyền hình
Prowse gặp Frank Sinatra trên trường quay Can-Can. Tạp chí Time không đánh giá cao bộ phim, nhưng tuyên bố Prowse là điều tốt nhất trong phim: "Trên thực tế, điều duy nhất thực sự đáng xem là Juliet Prowse, một người Nam Phi trẻ tuổi nghịch ngợm, có một chút anh sáng lấp lánh trong vũ đạo. Và điều duy nhất thực sự đáng nghe là câu nói mà Frank lật lại Juliet khi cô ấy lắc hông khá khiêu khích về phía anh ta. "Đừng chỉ", anh thở hổn hển. "Nó là bất lịch sự."  Cô xuất hiện cùng Sinatra và những vị khách đáng chú ý khác như Ella Fitzgerald, Peter Lawford, Hermione Gingold, Hi-Lo's, Red Norvo, Nelson Riddle và dàn nhạc của anh trong Triển lãm Frank Sinatra năm 1959. Đôi khi Prowse sẽ hát trong đoạn điệp khúc với những người khách khác hoặc Sinatra hát cho cô nghe.
Sinatra đã mời Prowse tham gia cùng anh tại Las Vegas, mặc dù lúc đó cô đang sống cùng với nam diễn viên Nico Minardos. Sinatra và Prowse tuyên bố đính hôn vào năm 1962. Ngay sau đó họ chia tay, theo báo cáo vì Prowse muốn tập trung vào sự nghiệp của cô. Prowse sau đó thừa nhận: "Tôi cũng cảm thấy được tôn vinh như tôi đang yêu. Anh ấy (Sinatra) là một người phức tạp và sau một vài cốc rượu, anh ấy trở nên rất khó chịu. " 

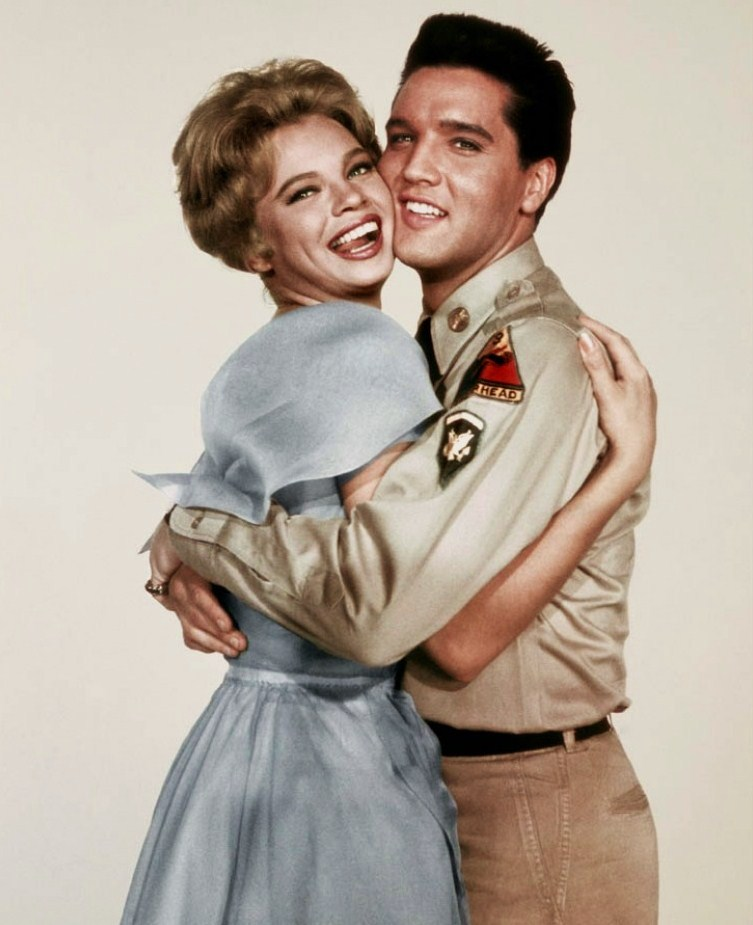
Juliet Prowse với Elvis Presley trong GI Blues

Prowse đóng chung với Elvis Presley trong GI Blues (1960). Trong quá trình quay bộ phim, họ đã có một cuộc tình ngắn và dữ dội. "Elvis và tôi đã có một cuộc tình... Chúng tôi hấp dẫn tình dục lẫn nhau như hai người trẻ khỏe mạnh, nhưng anh ấy đã là nạn nhân của người hâm mộ. Chúng tôi luôn gặp nhau trong phòng của anh ấy và không bao giờ đi ra ngoài. "  Prowse cũng xuất hiện với thời gian ngắn trong bộ phim tài liệu của Metro-Goldwyn-Mayer, Elvis: That the Way It Is (1970) khi một khán giả được phỏng vấn sắp tham dự buổi khai mạc đêm khai mạc của Elvis Presley tại khách sạn quốc tế ở Las Vegas, Nevada vào ngày 10 tháng 8 năm 1970.
Cô đóng chung với Denny Scott Miller trong bộ phim sitcom NBC của riêng cô trong mùa phim 1965-1966: Mona McCluskey, được sản xuất bởi George Burns. Loạt phim dựa trên ý tưởng rằng cặp vợ chồng, Mike và Mona McCluskey, sẽ sống bằng tiền lương của anh ta, thay vì thu nhập béo bở của cô vợ với tư cách là một nữ diễn viên. Miller qua đời vào ngày 9 tháng 9 năm 2014.
Prowse cũng đã làm những bộ phim khác, bao gồm The Fierrou Heart (1961) và Who Kills Teddy Bear? (1965) với Sal Mineo và Elaine Stritch.
Mặc dù sự nghiệp điện ảnh và truyền hình của cô không khiến cô trở thành một ngôi sao lớn như dự đoán, Prowse có cách nhìn khá triết lý về nó. "Những điều xảy ra nói chung là tốt nhất.... Tôi không bao giờ lo lắng về những gì xảy ra trong sự nghiệp của mình, bởi vì tôi luôn có thể làm một việc khác. "  Prowse sau đó tiếp tục các chương trình Las Vegas thành công, với mức lương rất cao. Nói rằng Las Vegas là nơi đòi hỏi khắt khe nhất mà cô từng làm việc, cô đã giành giải Entertainer of the Year cho giải từ thiện Sweet Vegas. Sau đó, cô khoe đôi chân vũ công nổi tiếng của mình trong một loạt các quảng cáo hấp dẫn trên toàn quốc cho một số nhà quảng cáo, bao gồm cả hàng dệt kim L' eggs và Mannington Flooring.
Prowse là khách đầu tiên xuất hiện trong một tập của The Muppet Show.
Vào cuối những năm 1980, cô bị một con báo nặng 80 pound vồ - hai lần. Một lần, trong khi quay một cảnh cho Circus of the Stars vào năm 1987 và sau đó cùng năm đó đang thực hiện một pha nguy hiểm quảng cáo trên The Tonight Show, khi cùng một con báo tấn công cô. Cuộc tấn công sau đó nghiêm trọng hơn, đòi hỏi bác sĩ phải khâu hai mươi mũi khâu để gắn lại tai cô.